# Дракула (телесериал, 2020)
«Дракула» (англ. Dracula) — британский телесериал в жанре ужасов и драмы, основанный на одноимённом романе Брэма Стокера. Создателями сериала являются Марк Гэтисс и Стивен Моффат, известные работой над телесериалами «Доктор Кто» и «Шерлок». Главную роль графа Дракулы исполняет Клас Банг. Премьера сериала состоялась 1 января 2020 года на телеканале BBC One и 4 января — на стриминг-сервисе Netflix.

## Сюжет
Трансильвания, 1897 год. Дракула, граф-кровопийца, строит грандиозные планы по захвату викторианского Лондона. Будьте начеку: мертвецы наступают, и очень быстро.

## В ролях
- Клас Банг — граф Дракула
- Долли Уэллс — сестра Агата Ван Хельсинг / доктор Зои Ван Хельсинг
- Джон Хеффернан — Джонатан Харкер
- Морвед Кларк — Мина Харкер
- Джоанна Скэнлэн — мать-настоятельница
- Луиза Рихтер — Елена
- Джонатан Арис — капитан Соколов
- Саша Дхаван — доктор Шарма
- Нейтан Стюарт-Джарретт — Адиса
- Клайв Расселл — Валентин
- Катерина Шелл — герцогиня Валерия
- Юссеф Керкур — Олгарен
- Патрик Уолш Макбрайд — лорд Ривен
- Сэмюэл Бленкин — Пётр
- Алек Утгофф — Абрамофф
- Наташа Радски — мать
- Лидия Уэст — Люси Вестенра
- Мэттью Бирд — Джек Сьюард
- Марк Гэтисс — Фрэнк Ренфилд
- Шанель Крессвелл — Кэтлин
- Линдси Маршал — Блоксэм
- Пол Бреннен — коммандер Ирвинг
- Джон Маккри — Зев
- Фил Данстер — Куинси Моррис

## Список серий
| № | Название                                 | Режиссёр        | Автор сценария              | Дата премьеры | Зрители в Великобритании (млн) |
| --- | ---------------------------------------- | --------------- | --------------------------- | ------------- | ------------------------------ |
| 1 | «The Rules of the Beast» «Правила зверя» | Джонни Кэмпбелл | Марк Гэтисс и Стивен Моффат | 1 января 2020 | 6,99                           |
| 1897 год. Английский юрист Джонатан Харкер отправляется в Трансильванию, чтобы встретиться с новым клиентом. Во владения легенды скоро прибудет свежая кровь... Это история о пугающем, напоминающем лабиринт замке, бессмертных невестах и графе-вампире, который стремится завоевать новый мир.                                                                   |                                          |                 |                             |               |                                |
| 2 | «Blood Vessel» «Кровавое судно»          | Дэймон Томас    | Марк Гэтисс и Стивен Моффат | 2 января 2020 | 5,58                           |
| Российский корабль «Деметр» представляет собой совершенно обычное судно, которому предстоит далеко не обычное путешествие. Среди разношёрстного сборища примечательных пассажиров присутствует некий граф Дракула. Вскоре экипаж вынужден вступить в смертельную схватку, чтобы остановить вампира до прибытия в Англию. У корабля смерти появляется новый капитан… |                                          |                 |                             |               |                                |
| 3 | «The Dark Compass» «Тёмный компас»       | Пол Макгиган    | Марк Гэтисс и Стивен Моффат | 3 января 2020 | 5,22                           |
| Граф Дракула добрался до Англии, и теперь перед ним расстилается новый мир, пульсирующий свежей кровью. Он составляет план с целью распространить свою грязную вампирскую заразу. Но почему он обратил свой взор на ничем не примечательную Люси Вестенра? Остался ли кто-нибудь, способный его остановить?                                                         |                                          |                 |                             |               |                                |

## Производство
В июне 2017 года было объявлено о разработке телесериала под руководством Марка Гэтисса и Стивена Моффата по мотивам классического романа Брэма Стокера. В октябре 2018 года стало известно, что BBC заказала сезон, состоящий из трёх 90-минутных серий, для показа на канале BBC One и сервисе Netflix. В следующем месяце на главную роль в проекте был выбран датский актёр Клас Банг. По словам создателей сериала, в их интерпретации Дракула является главным действующим лицом своей истории, ведущим персонажем, на котором сосредоточен сюжет, а не призрачной угрозой, с которой должны бороться более традиционные герои.
В феврале 2019 года к актёрскому составу присоединились Джон Хеффернан, Долли Уэллс, Джоанна Скэнлан, Морвед Кларк, Луиза Рихтер, а также сам Гэтисс. Съёмочный период сериала начался 4 марта 2019 года. В апреле стало известно о пополнении каста в лице таких актёров, как Джонатан Арис, Саша Дхаван, Нейтан Стюарт-Джарретт, Катерина Шелл, Юссеф Керкур и Клайв Расселл. Также были объявлено, что режиссёрами выступят Джонни Кэмпбелл, Дэймон Томас и Пол Макгиган. В съёмочном процессе были задействованы Оравский град, Банска-Штьявница и деревня Зуберец в Словакии, а также студия Брэй в Беркшире, Англия. Съёмки завершились 1 августа 2019 года.

## Рекламная кампания
3 июля 2019 года были опубликованы первые кадры из сериала. Официальный тизер-трейлер был продемонстрирован 27 октября 2019 года. 13 декабря Netflix выложил ещё один тизер, тогда как BBC поделилась полноценным трейлером. 3 января 2020 года был выпущен второй трейлер. Также в честь премьеры сериала в Лондоне и Бирмингеме на некоторое время были установлены необычные рекламные щиты, представляющие собой белое полотно со вбитыми в него осиными кольями, которые ночью отбрасывали тень в форме головы Дракулы.

## Показ
Премьера телесериала состоялась 1 января 2020 года на канале BBC One и сервисе BBC iPlayer. Выход сериала на стриминг-платформе Netflix состоялся 4 января 2020 года. Помимо этого 3 января на BBC Two был выпущен документальный фильм «В поисках Дракулы» с Марком Гэтиссом, рассказывающий о наследии знаменитого графа.

## Отзывы критиков
Сериал получил положительную реакцию со стороны кинокритиков. На агрегаторе Rotten Tomatoes рейтинг «Дракулы» составляет 71 % со средней оценкой 7,49 из 10 на основе 48 обзоров. Консенсус критиков гласит, что «„Дракула“ — пугающе забавное, пусть и не всегда верное времяпровождение, будучи восхитительной смесью хоррора и юмора, которая более-менее сохраняет баланс между современной восприимчивостью и драгоценным наследием персонажа». На сайте Metacritic у телесериала 75 баллов из 100 на основе 8 рецензий.